# Leah Taylor Roy
Pour les articles homonymes, voir Taylor et Roy.
Leah Taylor Roy (née en 1960/1961) est une femme politique canadienne de l'Ontario. Elle représente la circonscription fédérale ontarienne d'Aurora—Oak Ridges—Richmond Hill à titre de députée libérale de 2021 à 2025.

## Biographie
Née à Newmarket en Ontario, Taylor Roy grandit dans une famille où le père, Tom, est chef d'entreprise, conseiller municipal et maire de Newmarket durant trois mandats de 1997 à 2006.
Étudiante en commerce et finance à l'université de Toronto, elle poursuit ses études à l'université Harvard où elle travaille comme assistante d'enseignement de la faculté de droit. Elle continue ses cours à la MIT Sloan School of Business, à la Fletcher School of Law and Diplomacy et le français à Harvard Yard d'où elle sort avec une maîtrise en politiques publiques avec une orientation sur les finances et le développement international. Décrochant un poste à la Banque mondiale en analyse de politiques et en trésorerie, elle se joint ensuite à la firme de consultants McKinsey & Company de Toronto.